# Blurryface
Blurryface (estilizado como BLURRYFACE, a veces como BLVRRYFΛCE), es el cuarto álbum de larga duración y segundo álbum de estudio del dúo musical estadounidense Twenty One Pilots, lanzado el 17 de mayo de 2015, a través de Fueled by Ramen.
Al igual que su álbum anterior Vessel (2013), el álbum toma influencia de varios géneros, incluidos hip hop,  rock,  pop, reggae e  indie.  Líricamente, el álbum incorpora temas de salud mental, duda y religión.  Contiene los sencillos exitosos "Stressed Out" y "Ride", que alcanzaron el top 5 en Billboard Hot 100.
Blurryface fue bien recibido por los críticos, quienes felicitaron sus temas y diversidad musical.  Se considera que es el álbum revolucionario de la banda, convirtiéndose en el primero en alcanzar el número uno en   Billboard  200.  El álbum ha vendido más de 1.5 millones de copias en los Estados Unidos hasta abril de 2017. En 2018,  Blurryface  se convirtió en el primer álbum en la era digital en tener cada pista recibió al menos una  certificación de oro de la Asociación de Industria Discográfica de Estados Unidos. El 15 de mayo de 2019, alcanzó el hit de estar en la lista Billboard Top 200 Album durante cuatro años, sin abandonar nunca la lista.

## Antecedentes y grabación

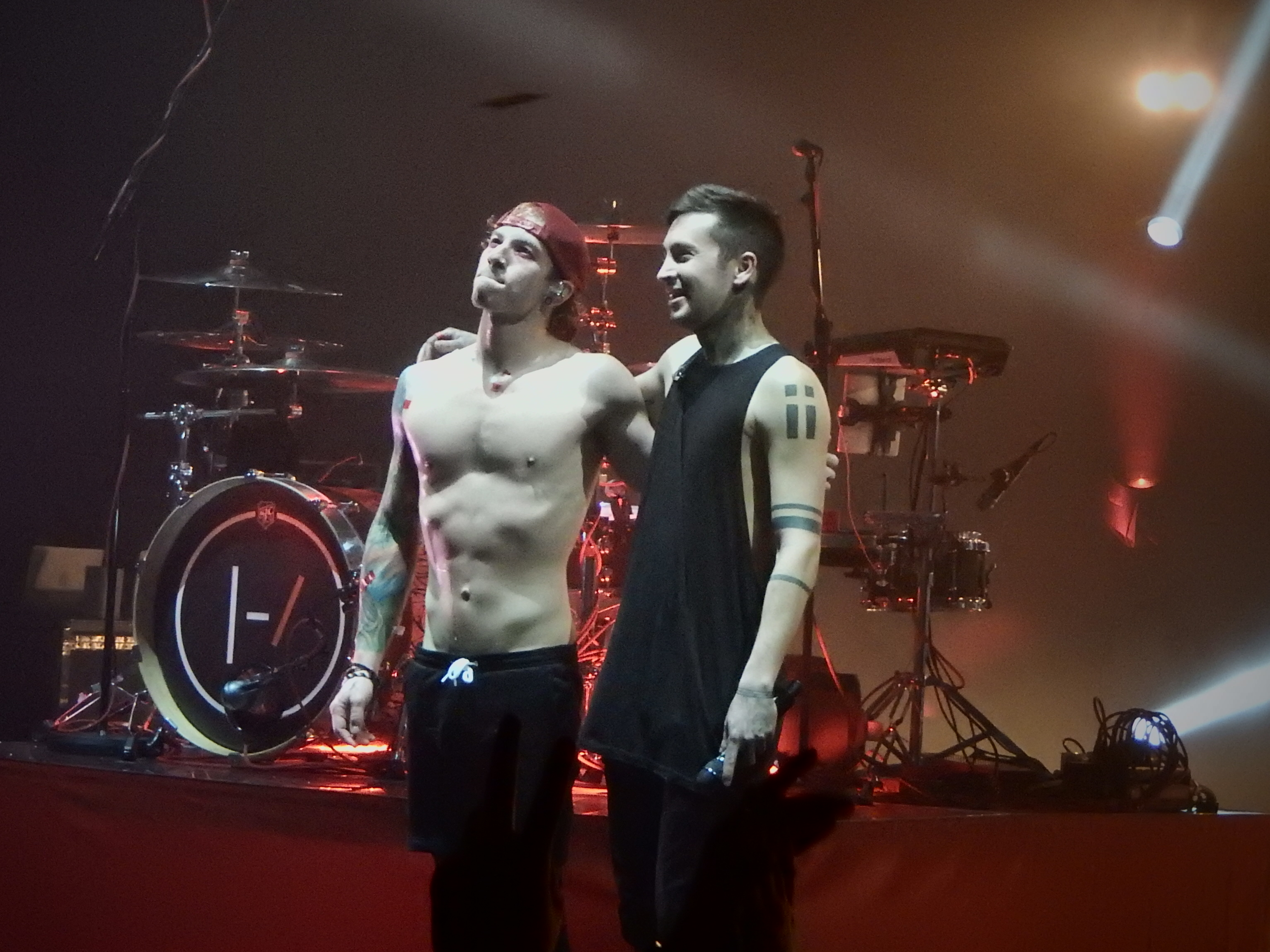
Twenty One Pilots en Brixton Academy, Londres

Después del lanzamiento de su tercer álbum Vessel (2013), la banda realizó una gira extensa, en apoyo del álbum a lo largo todo el mundo. Durante la gira, la banda tenía un estudio de grabación portátil que les permitía establecer ideas.
"Heavydirtysoul", "Fairly Local", "Tear in My Heart", "Lane Boy" y "Doubt" fueron grabadas con el productor Ricky Reed en Serenity West Recording en Hollywood, California.  "Stressed Out", "Polarize", "Hometown" y "Not Today" se grabaron con el productor Mike Elizondo en Can Am en Tarzana, California.  "Ride" fue grabado con Reed en Sonic Lounge Studios en Grove City, Ohio.  "The Judge" fue grabado con el productor Mike Crossey en Livingston Studios en Londres. "We Don't Believe What's on TV" y "GONER" fueron grabados con Reed en Paramount Recording Studios en Hollywood, California.  "Message Man" fue grabado con  Tim Anderson en Werewolf Heart en Los Ángeles, California.  El álbum fue mezclado por Neal Avron, con la ayuda de Scott Skrzynski, en The Casita en Hollywood, California.  El álbum fue masterizado por Chris Gehringer en Sterling Sound en la ciudad de Nueva York.

## Título y obra de arte
El álbum lleva el nombre de un personaje que la banda creó llamado Blurryface.  Según Joseph, él "representa todas las cosas sobre las que yo, como individuo, pero también todos los que nos rodean, están inseguros". Joseph usa pintura negra en sus manos y cuello durante sus shows en vivo y videos musicales para el álbum, para representar a Blurryface, diciendo: "Muy dramático, lo sé, pero me ayuda a entrar en ese personaje".
La dirección de arte y el diseño fueron realizados por Brandon Rike, Reel Bear Media y Virgilio Tzaj. Rob Gold era el gerente de arte, mientras que Josh Skubel estaba a cargo de la producción del empaque. Jabari Jacobs fotografía proporcionada. Rike menciona en su blog sobre la sensación diferente de la obra de arte de "Vessel" y cómo el rojo en "Blurryface" es "el color de la pasión, la violencia y la ira", aunque la banda es famosa por su contenido abierto a la interpretación.

## Lanzamiento
El 17 de marzo de 2015, la banda anunció el título del álbum, la lista de canciones y la fecha de lanzamiento. Los fanáticos de la banda bloquearon su sitio web al intentar reservar el álbum. La banda lanzó su nuevo sencillo "Fairly Local" el mismo día acompañado de su video musical estrenado en el canal oficial de Fueled by Ramen en YouTube. El 3 de febrero de 2017, la banda lanzó  el video musical de "Heavydirtysoul", que se subió  editado como audio solo en 2015, y lanzado como single el 9 de diciembre de 2016.
El 6 de abril, la banda lanzó el segundo sencillo del álbum, "Tear in My Heart", con un video musical oficial lanzado a través de YouTube. "Tear in My Heart" se lanzó por radio el 14 de abril de 2015. Se lanzó el tercer sencillo, "Stressed Out",  el 28 de abril con un video musical. El 4 de mayo de 2015, la banda publicó un video de YouTube transmitiendo el audio de la sexta pista del álbum, "Lane Boy", y lanzó "Ride" siete días después a través de los mismos medios; ambos también fueron sencillos y se lanzaron el 4 y el 12, respectivamente. Entre el 11 y el 14 la banda realizó una gira por el Reino Unido. El video musical de "Ride" se lanzó el 14 de mayo, dirigido por Reel Bear Media.
El 19 de mayo de 2015, el dúo actuó en el iHeartRadio Theatre LA en Burbank, CA, para celebrar el lanzamiento del álbum. El concierto se transmitió en vivo en el sitio web de iHeartRadio.

## Recepción crítica
Blurryface recibió críticas en su mayoría positivas de críticos de música.  En Metacritic, que asigna una calificación  normalizada de 100 a las críticas de los críticos de música, el álbum recibió una puntuación de promedio de 80, basado en 5 reseñas, lo que significa "reseñas generalmente favorables". Garrett Kamps de  Billboard aclamó el álbum como un "desastre (en el buen sentido)", pero le dio una crítica mixta, diciendo que Blurryface "no alcanza las alturas de Vessel".
Sputnikmusic y  Alternative Press le dieron a Blurryface críticas favorables, siendo esta última la más positiva.  Su crítico, Jason Pettigrew, describió el álbum como "maravilloso" y elogió la mezcla de géneros de la banda en sus canciones, destacando "Ride", "Polarize", "Message Man",  "Tear in My Heart", "We Don't Believe What's on TV", "Goner" y "Lane Boy" en su reseña.

### Elogios
El álbum se ubicó en el número uno en la lista "10 Essential Records of 2015" de Alternative Press. Jason Pettigrew de  Alternative Press  escribió que la banda combinó "vistas de hip-hop, tintes de reggae, pop popular, furiosa urgencia electrónica y tristeza belicosa en un disco imposiblemente cohesivo". El álbum se incluyó en el número 2 en la lista de los 50 mejores lanzamientos de Rock Sound de la lista de 2015.  Blurryface  fue nominado para "Álbum del año" en el 2016 Alternative Press Music Awards. El álbum también ganó la categoría de "Top Rock Album" en los   Billboard  Music Awards.

## Desempeño comercial
Blurryface debutó en el número uno en   Billboard  200, registrando 147,000 unidades equivalentes a álbumes (134,000 ventas de álbumes puros) en los Estados Unidos en su primera semana, lo que lo convierte en el álbum con las mejores listas de Twenty One Pilots y marca la semana de apertura más alta de la banda en los Estados Unidos. El grupo también hizo su primera aparición en el Reino Unido Top 40 con Blurryface debutando en el número 14. Para noviembre de 2015, el álbum vendió 500,000 copias en todo el mundo. Al mes siguiente, se anunció que las ventas del álbum en EE. UU. Superaron las 505,000 copias. Para enero de 2016, el álbum había vendido 592,000 copias en los Estados Unidos. Dos meses después, las ventas en Estados Unidos del álbum habían aumentado a 753,000 copias. A finales de marzo, las ventas en Estados Unidos del álbum fueron de 792,000. A mediados de junio, el álbum había vendido 924,000 copias, y más de 1 millón a fines de julio. A finales de año, el álbum había vendido más de 1.2 millones de copias en los Estados Unidos. Fue el octavo álbum más vendido de 2016 con más de 1,5 millones de copias vendidas en todo el mundo ese año, según la Federación Internacional de la Industria Fonográfica. A partir de abril de 2017, ha vendido más de 1.5 millones de copias a nivel nacional en los Estados Unidos. El álbum ha sido certificado oro en Canadá y triple platino en los EE. UU. A partir de octubre de 2018, el álbum ganó 3.74 millones de unidades de álbum equivalentes, de las cuales 1.7 millones están en ventas de álbumes tradicionales en los Estados Unidos.
En 2018, el álbum se convirtió en el primer proyecto sin compilación en tener todas las canciones certificadas de oro por Recording Industry Association of America. También es el álbum más transmitido por un grupo de todos los tiempos, según la cuenta de Twitter @ChartData, que obtuvo 3.500 millones de transmisiones en Spotify a partir de julio de 2019.
A partir de octubre de 2018, el álbum ha vendido 394,727 copias en Reino Unido y 6.5 millones de copias en todo el mundo.

## Giras

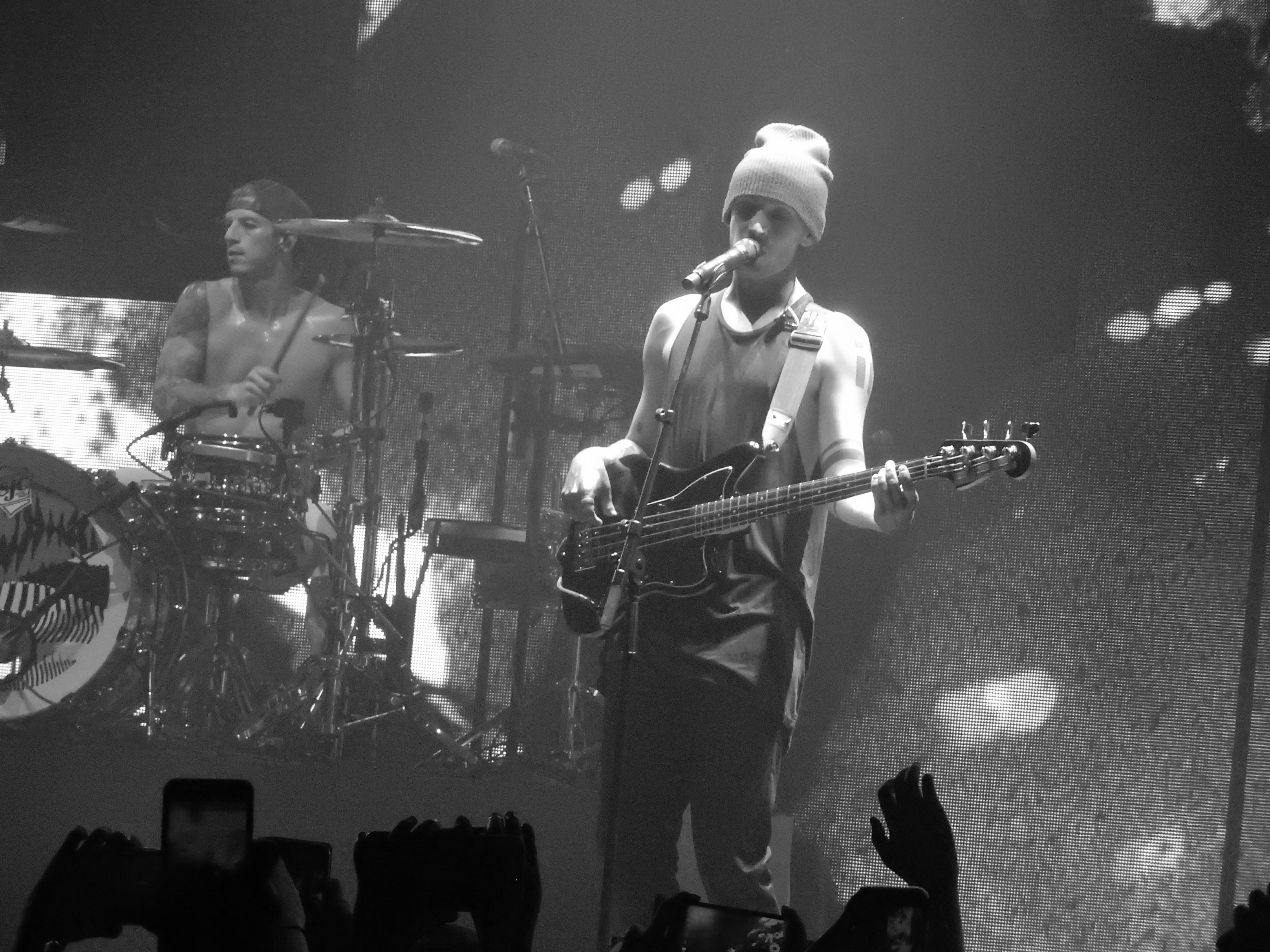
Twenty One Pilots actuando en 2016, durante el Emocional Roadshow World Tour

Twenty One Pilots tuvo su primera gira internacional apoyando  Blurryface  en 2015, titulada Blurryface Tour, y compuesta por 113 espectáculos en todo el mundo.  La gira comenzó el 11 de mayo de 2015, en Glasgow, Escocia, y concluyó el 7 de mayo de 2016, en Bunbury, Australia. Echosmith y Finish Ticket se abrieron para la etapa norteamericana de esta gira. Se grabaron dos shows en esta gira en Fox Oakland Theatre y luego se lanzaron como un vinilo especial de TV y edición limitada llamado Blurryface Live.
Twenty One Pilots comenzó el Viaje Mundial Emocional Roadshow en 2016, que también se centró principalmente en el álbum y el personaje de "Blurryface".  El 26 de octubre de 2015, la gira se anunció con fechas en América del Norte que comienzan en  Cincinnati, Ohio, pasando por Ciudad de Nueva York, Nueva York. El 9 de mayo de 2016, se anunciaron más fechas de gira, incluida una segunda etapa norteamericana y fechas en Europa y Oceanía. La gira comenzó el 31 de mayo de 2016 en Cincinna ti en el U.S.Bank Arena, y concluyó el 25 de junio de 2017, en Columbus, Ohio.  El recorrido consistió en 123 espectáculos.

## Lista de canciones
Todas las canciones fueron escritas por Tyler Joseph.
| Blurryface |                                 |               |          |  |
| N.º        | Título                          | Productor     | Duración |  |
| 1.         | «Heavydirtysoul»                | Ricky Reed    | 3:54     |  |
| 2.         | «Stressed Out»                  | Mike Elizondo | 3:22     |  |
| 3.         | «Ride»                          | Ricky Reed    | 3:34     |  |
| 4.         | «Fairly Local»                  | Ricky Reed    | 3:27     |  |
| 5.         | «Tear in My Heart»              | Ricky Reed    | 3:08     |  |
| 6.         | «Lane Boy»                      | Ricky Reed    | 4:13     |  |
| 7.         | «The Judge»                     | Mike Crossey  | 4:57     |  |
| 8.         | «Doubt»                         | Ricky Reed    | 3:11     |  |
| 9.         | «Polarize»                      | Mike Elizondo | 3:46     |  |
| 10.        | «We Don't Believe What's on TV» | Ricky Reed    | 2:57     |  |
| 11.        | «Message Man»                   | Tim Anderson  | 4:00     |  |
| 12.        | «Hometown»                      | Mike Elizondo | 3:54     |  |
| 13.        | «Not Today»                     | Mike Elizondo | 3:58     |  |
| 14.        | «Goner»                         | Ricky Reed    | 3:56     |  |
| 52:17      |                                 |               |          |  |

| Japanese Edition (Bonus track) |                  |          |  |
| N.º                            | Título           | Duración |  |
| 15.                            | «Guns For Hands» | 4:30     |  |
| 16.                            | «Lovely»         | 4:18     |  |
| 61:08                          |                  |          |  |

## Posicionamiento en lista
| Lista (2015–25)                     | Posiciones |
| ----------------------------------- | ---------- |
| Argentina (CAPIF)                   | 3          |
| Australia (ARIA)                    | 7          |
| Austria (Ö3 Austria)                | 12         |
| Bélgica (Ultratop flamenca)         | 17         |
| Bélgica (Ultratop valona)           | 19         |
| Canadá (Billboard Canadian Albums)  | 4          |
| Dinamarca (Hitlisten)               | 9          |
| Países Bajos (Album Top 100)        | 18         |
| Finlandia (Suomen Virallinen Lista) | 5          |
| Francia (SNEP)                      | 13         |
| Alemania (Media Control Charts)     | 27         |
| Hungría (MAHASZ)                    | 16         |
| Irlanda (IRMA)                      | 7          |
| Italia (FIMI)                       | 13         |
| Japanese Albums (Oricon)            | 61         |
| Corea del Sur (Circle)              | 77         |
| Nueva Zelanda (Recorded Music NZ)   | 2          |
| Noruega (VG-lista)                  | 5          |
| Polonia (ZPAV)                      | 15         |
| Suecia (Sverigetopplistan)          | 9          |
| Suiza (Schweizer Hitparade)         | 22         |
| Reino Unido (UK Albums Chart)       | 5          |
| US Billboard 200                    | 1          |
| US Billboard Vinyl Albums           | 1          |

| Lista (2015)                        | Posiciones |
| ----------------------------------- | ---------- |
| US Billboard 200                    | 31         |
| US Billboard Digital Albums         | 19         |
| US Billboard Top Rock Albums        | 7          |
| Lista (2016)                        | Posiciones |
| Australia (Australian Albums Chart) | 23         |
| Austria (Ö3 Austria)                | 34         |
| Bélgica (Ultratop Flandes)          | 73         |
| Bélgica (Ultratop Valonia)          | 67         |
| Canadá (Billboard)                  | 67         |
| US Billboard 200                    | 6          |
| Lista (2017)                        | Posiciones |
| Australia (ARIA)                    | 97         |
| Canadá (Billboard)                  | 67         |
| US Billboard 200                    | 17         |

## Personal
Personal por folleto.
Twenty One Pilots
- Tyler Joseph - programación  (pistas 1–6, 8–9 y 12), piano (pistas 1–4, 5–7 y 12–14), teclados  (pistas 2, 4, 9 y 12), órganos  (pista 3), voz principal, coros, órgano de Hammond, sintetizadores y voces de pandillas   (pista 7), ukelele  (pistas 7 y 10), synth bass  (pista 9), bass  (pistas 1–3, 8,  9 y 11), guitarra (pistas 1, 3–6, 8, 11 y 14), pandereta (pista 1)
- Josh Dun - batería  (pistas 1–7 y 9–14), percusión  (pista 7), trompeta  (pistas 10 y 13), batería electrónica  (pistas 8 y 11)

|  | Músicos adicionales - Ricky Reed - programación (pistas 1, 3–6, 8 y 14), voces adicionales (pistas 1 y 8), bajo ( pistas 3–6, 10 y 14) - Mike Elizondo - bajo vertical (pista 2), programación (pistas 2, 12 y 13), teclados (pistas 2, 9, 12 y 13), bajo (pistas 9, 12 y 13), sintetizador de bajo (pistas 9 y 12), guitarra (pistas 12 y 13 ), Hammond B3 (pista 13), voz (pista 13) - Mike Crossey - programación, bajo, sintetizadores y voces de pandillas (pista 7) - Jonathan Gilmore - voces de pandillas (pista 7) - Tim Anderson - sintetizadores y programación (pista 11) - Danny T. Levin - trompeta, trombón y euphonium (track 13) - David Moyer - saxo tenor, saxo alto, saxo barítono y flauta (track 13) - LunchMoney Lewis - voces adicionales (pista 8) Personal adicional - Pete Ganbarg - A&R - Brandon Rike - dirección de arte, diseño - Reel Bear Media - dirección de arte, diseño - Virgilio Tzaj - dirección de arte, diseño - Jabari Jacobs - fotografía - Rob Gold - gestión de arte - Josh Skubel - producción de envases | Producción - Tyler Joseph - producción ejecutiva, coproducción - Chris Woltman - producción ejecutiva - Ricky Reed - producción ejecutiva, producción (pistas 1, 3–6, 8, 10 y 14) - Mike Elizondo - producción (pistas 2, 9, 12 y 13) - Mike Crossey - producción (pista 7) - Tim Anderson - producción (pista 11) - Neal Avron - mezcla - Chris Gehringer - masterización - Drew Kapner - ingeniería (pistas 1, 3–6, 8, 10 y 14) - Adam Hawkins - ingeniería (pistas 2, 9, 12 y 13) - Joe Viers - ingeniería (pista 3) - Jonathan Gilmore - ingeniería (track 7) - Chris Spilfogel - ingeniería (pista 11) - Scott Skrzynski - asistencia - Michael Peterson - asistencia (pistas 1, 4, 6 y 8) - Brent Arrowood - asistencia (pistas 2, 9, 12 y 13) - Alex Gruszecki - asistencia (pistas 3–5) - Victor Luevanos - asistencia (pistas 10 y 14) - Seth Perez - asistencia (track 11) |